# BAD BOYブルース
『BAD BOYブルース』は、文：朝月美姫、絵：東城麻美によるボーイズラブ小説で、徳間AMキャラ文庫より発売されている。
なお、キャラ文庫より発売された続編である『俺たちのセカンド・シーズン―BAD BOYブルース2』についても本項で紹介する。

## 物語概要
- BAD BOYブルース

全寮制男子校に転校してきた甲斐聖人が、目の保養にと美貌の生徒会長・折原操に興味を示し、やがては惹かれ合っていく。しかし、学校には操を狙う罠が張り巡らされていた。
- 俺たちのセカンド・シーズン―BAD BOYブルース2

恋人同士となった聖人と操だが、自分に手を出そうとしない聖人に、操はその愛を疑ってしまう。そこに、新任教師の五代が現れた。

## 主要登場人物
甲斐聖人
主人公。生徒会長・折原操に興味を示す。
折原操
もう一人の主人公。美形の生徒会長。普段はクールだが、聖人には感情を表す。
五代
続編より登場。新任教師。

## 書籍情報

### BAD BOYブルース
徳間AMキャラ文庫より全1巻発売。
- 1巻 1997年8月1日発売 ISBN 978-4199000331

### 俺たちのセカンド・シーズン―BAD BOYブルース2
キャラ文庫より全1巻発売。
- 1巻 1998年9月1日発売 ISBN 978-4199000669